# Viktoria-Platz (Berlin)

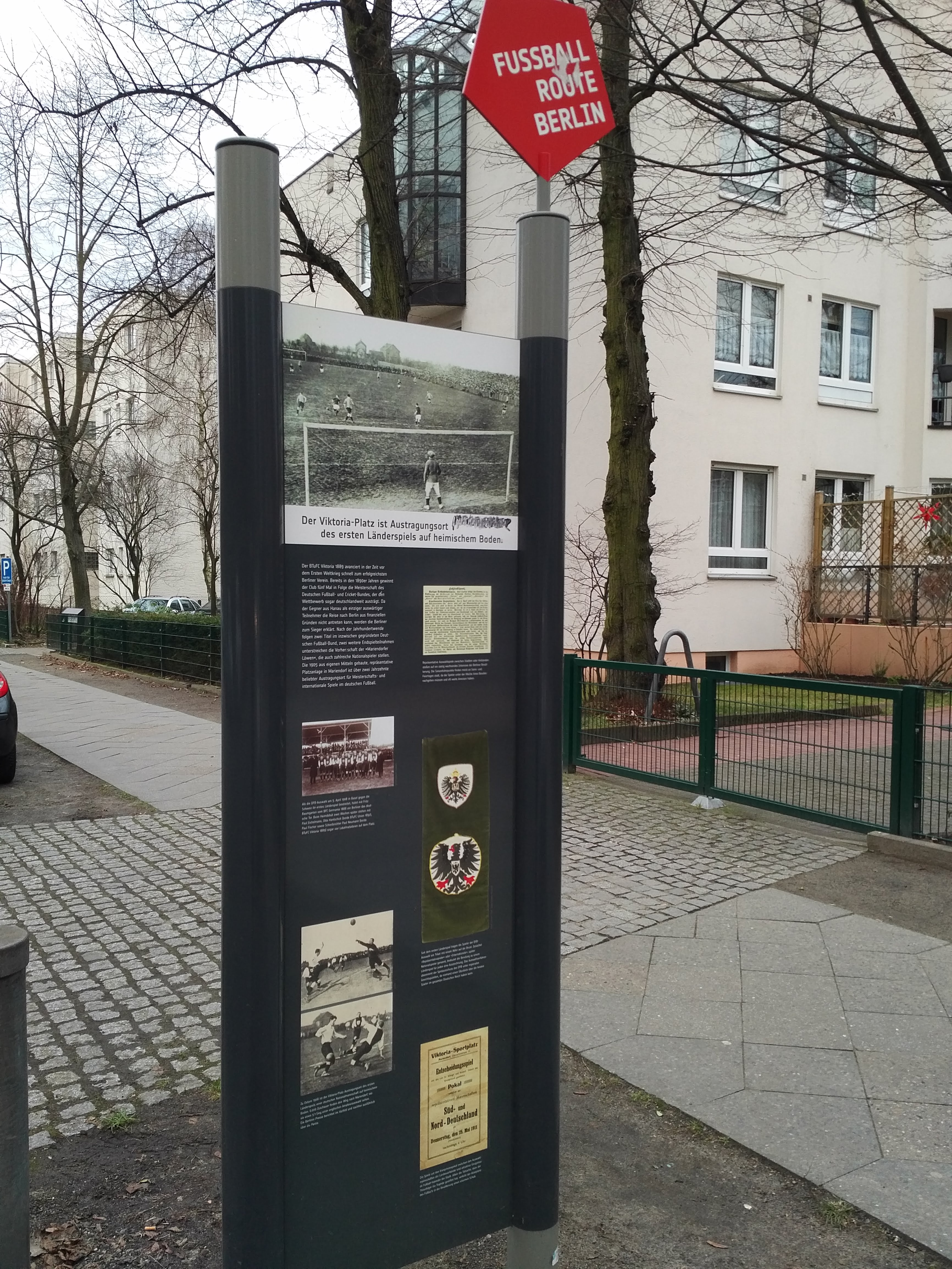
Erinnerungstafel am Ort des ehemaligen Viktoria-Platzes

Der Viktoria-Platz an der Eisenacher Straße in Berlin-Mariendorf war die traditionelle Spielstätte des zweimaligen Deutschen Fußballmeisters BFC Viktoria 1889 und unter anderem Austragungsort zweier Fußball-Länderspiele zwischen Deutschland und England.

## Geschichte
Der BFC Viktoria 89 spielte anfänglich wie mehrere andere Berliner Fußballklubs auch auf dem Tempelhofer Feld. Nachdem sich die dortigen Fußballfelder zu Beginn des 20. Jahrhunderts als nicht mehr zeitgemäß erwiesen hatten, hielten die führenden Berliner Fußballvereine Ausschau nach geeigneten Orten für die Anlage von eigenen Fußballplätzen.

Lage des ehemaligen Viktoria-Platzes in Berlin-Mariendorf

Viktoria 89 erwarb ein Gelände in der damals noch eigenständigen Landgemeinde Mariendorf zwischen der Eisenacher Straße und dem heutigen Westphalweg. Die Platzanlage, die zunächst etwa 10.000 Zuschauer fasste, wurde am 3. September 1905 mit einem internationalen Freundschaftsspiel zwischen Viktoria 89 und Magyar AC Budapest eröffnet. An einer der Längsseiten war eine gedeckte Holztribüne für 200 Besucher errichtet worden. 1912 kamen beiderseits der Haupttribüne zwei unüberdachte Tribünen mit je 12 Sitzreihen hinzu. 1914 wurde die alte Haupttribüne durch einen größeren Neubau ersetzt.
Aufgrund seines für die damaligen Verhältnisse relativ großen Fassungsvermögens und seiner repräsentativen Ausgestaltung war der Viktoria-Platz in den Jahren vor dem Ersten Weltkrieg ein beliebter Austragungsort von wichtigen Fußballspielen. Am 19. April 1907 besuchte der preußische Kronprinz Wilhelm den Viktoria-Platz anlässlich eines Städtevergleichskampfs zwischen Berlin und Wien.
Seit den 1920er Jahren standen in Berlin größere Fußballstadien zur Verfügung, so dass der Viktoria-Platz nun nur noch für den normalen Spielbetrieb von Viktoria 89 benutzt wurde. Erstligafußball wurde auf dem Viktoria-Platz letztmals in der Gauliga-Saison 1939/40 gespielt. Zum Ende des Zweiten Weltkriegs wurde das Holz der alten Tribünen verheizt und in der Nachkriegszeit wurde der Platz von der US-amerikanischen Besatzungsmacht als Baseballfeld verwendet. 1951 wurde der Viktoria-Platz wieder für den Fußball freigegeben und erhielt als einer der ersten Fußballplätze Berlins eine Beleuchtungsanlage. Die Erste Mannschaft von Viktoria 89 spielte seit dem Zweiten Weltkrieg nicht mehr auf dem Viktoria-Platz, sondern im Friedrich-Ebert-Stadion in Berlin-Tempelhof. 1964 wurde der bis dahin immer noch vereinseigene Platz an der Eisenacher Straße von Viktoria 89 verkauft. Heute befinden sich auf dem alten Viktoria-Gelände Wohngebäude und die Tennisanlage Westphalweg.

## Bedeutende Spiele

### Länderspiele
Am 20. April 1908 trug die deutsche Fußballnationalmannschaft auf dem Viktoria-Platz ihr erstes offizielles Länderspiel auf deutschem Boden aus. Vor 6000 Zuschauern unterlag die deutsche Mannschaft der englischen Amateurauswahl mit 1:5. Zu einem weiteren Länderspiel auf dem Viktoria-Platz gegen England kam es am 21. März 1913. Vor der damaligen Rekordkulisse von mehr als 15.000 Zuschauern siegten die Engländer mit 3:0.

### Deutsche Meisterschaft
Am 6. Mai 1906 besiegte der VfB Leipzig im Halbfinale der deutschen Meisterschaft auf dem Viktoria-Platz den Berliner FC Hertha 92 mit 3:2. Der Berliner Meister SV Norden-Nordwest schlug am 21. Mai 1922 im Viertelfinale der deutschen Meisterschaft den FC Viktoria Forst mit 1:0. Dies war das letzte überregional bedeutende Spiel auf dem Viktoria-Platz.

### Kronprinzenpokal
In den Jahren 1909, 1910, 1911 und 1918 fanden die Endspiele um den Kronprinzenpokal auf dem Viktoria-Platz statt. Der Kronprinzenpokal war ein Pokalwettbewerb, in dem die Auswahlmannschaften der Regionalverbände des Deutschen Fußball-Bundes gegeneinander antraten, und der erste deutschlandweite Pokalwettbewerb überhaupt.

### Internationale Freundschaftsspiele
Viktoria 89 war vor dem Ersten Weltkrieg einer der führenden deutschen Fußballvereine und lud mehrfach prominente ausländische Profi-Mannschaften zu internationalen Vergleichskämpfen auf dem Viktoria-Platz ein. Am 27. Mai 1906 war Celtic Glasgow zu Gast und schlug Viktoria mit 4:1. 1911 und 1912 gelangen Viktoria zwei Unentschieden mit 3:3 gegen den FC Middlesbrough und mit 2:2 gegen den FC Arsenal. Erhebliches Aufsehen erregte der 2:1-Sieg gegen die Bolton Wanderers vor 4000 Zuschauern am 4. Mai 1913. Am 25. Mai 1913 unterlag Viktoria 89 den Blackburn Rovers mit 2:4 und im Mai 1914 dem FC Burnley vor 9000 Zuschauern mit 1:2.
Im August 1920 kamen die Young Boys Bern zu einem Freundschaftsspiel auf den Viktoria-Platz und schlugen Viktoria 89 mit 4:1. Dies war eines der ersten Gastspiele einer ausländischen Mannschaft auf deutschem Boden nach dem Ersten Weltkrieg.